# 菲利克斯 (加利福尼亞州)
菲利斯（英語：Felix）是位於美國加利福尼亞州卡拉韋拉斯縣的一個非建制地區。該地的面積和人口皆未知。

## 地理
菲利斯的座標為37°01′42″N 120°42′57″W / 37.02833°N 120.71583°W，而該地的平均海拔高度為340米（即1115英尺）。